# Mad Season

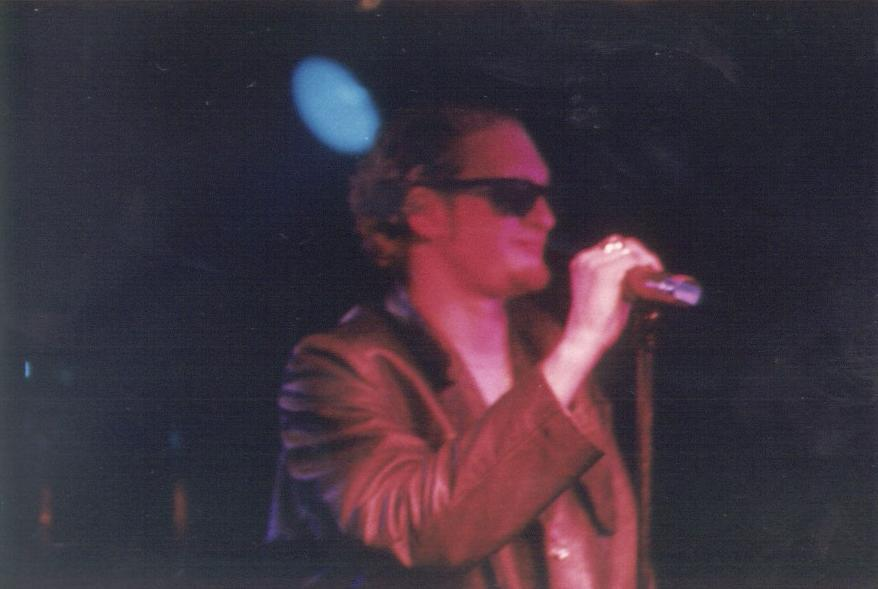
Layne Staley

Mad Season was een Amerikaanse band, die in 1994 in Seattle gevormd werd. De muziek van de band was niet echt grunge maar een compilatie van rock. De groep bestond uit zanger Layne Staley (Alice in Chains), gitarist Mike McCready (Pearl Jam), bassist John Baker Saunders (The Walkabouts) en drummer Barrett Martin (Screaming Trees). Aangezien de meeste leden hun sporen al eerder hadden verdiend, staat Mad Season bekend als een supergroep.

## Geschiedenis
In 1994 ging Mike McCready naar een afkickcentrum in Minneapolis vanwege zijn alcohol/drugs problemen. Daar ontmoette hij John Baker Saunders en wanneer McCready teruggaat naar Seattle samen met Saunders, belde hij Martin op. Met zijn drieën begint men te jammen en er vloeiden stukken uit om nummers te maken. McCready belde Staley op om als zanger te gaan fungeren van deze band. Staley worstelde overigens ook nog met zijn heroïneverslaving. De reden dat McCready Staley vroeg had een diepere betekenis dan alleen een zanger te vinden. Hij hoopte hiermee dat de verslaafde Staley tussen muzikanten die clean zijn zou stoppen met de heroïne.
Ze besloten om een band te gaan vormen en noemden zich Gacy Bunch hetgeen een kruising is tussen de seriemoordenaar John Wayne Gacy en de Brady Bunch. Onder deze naam trad men op in Seattle en de reacties van het publiek waren positief, hoewel ze eigenlijk alleen wat jams en onafgemaakte nummers speelden. Men speelde ook op het radiostation van Pearl Jam genaamd Self Pollution. De populariteit groeide en ze besloten om een album te maken.
Ze veranderden de bandnaam in Mad Season (de Engelsen gebruiken de term Mad Season als seizoensaanduiding wanneer de paddenstoelen die gebruikt worden als hallucinatiemiddel volop in bloei zijn). Met zijn vieren trokken ze de Bad Animals Studio in Seattle in en produceerden bijna geheel zelfstandig hun album. In maart 1995 kwam het album Above uit waar ook een gastoptreden bij is van Mark Lanegan. Above is een waar perspectief van de rockmuziek waarin men van blues (Artificial Red) tot ballad (Long Gone Day, Wake Up) tot hard rock (November Hotel) gaat.
Hun eerste single River of Deceit bleek aan te slaan op de radio. Alles smaakt naar meer, maar het drugsgebruik van Layne Staley leidde dat er nooit meer een tweede album zou komen, ondanks het feit dat men nieuwe nummers op de planken had. Er werd nog getwijfeld om Mark Lanegan als zanger te laten fungeren en de bandnaam te veranderen in Disinformation, maar er werd niets meer opgenomen vanwege de dood van zowel Staley (2002) als Saunders (1999).

## Bandleden
- Barrett Martin – drums
- Mike McCready – gitaar
- John Baker Saunders – basgitaar
- Layne Staley – zang, gitaar (1994-1997)

## Discografie

### Albums
- Above (1995)

(Speciale gast op dit album: Mark Lanegan: Screaming Trees en Queens of the Stone Age)
- Above (Deluxe Edition) (2013)

### Singles
- "River of Deceit" (1995)
- "I Don't Know Anything" (1995)
- "Long Gone Day" (1995)